# Danyło Krymow
Danyło Ołehowycz Krymow (ukr. Данило Олегович Кримов; ur. 9 lutego 1984) – ukraiński zapaśnik walczący w stylu klasycznym. Zajął siódme miejsce na mistrzostwach Europy w 2009. Wojskowy mistrz świata w 2010. Piąty w Pucharze Świata w 2007 roku.